# 伊富大區
7°15′N 3°52′W / 7.250°N 3.867°W
伊富大區（法語：Iffou），是科特迪瓦的31個大區之一，位於該國中部，由湖泊區負責管轄，首府設於達烏克羅，始建於2011年，該大區下分4省，2014年人口311,642。